# 4 Way Street
| Recensione | Giudizio |
| ---------- | -------- |
| AllMusic   |          |

4 Way Street, noto anche come Four Way Street, è il titolo del terzo album pubblicato da Crosby, Stills and Nash ed il secondo come Crosby, Stills, Nash and Young nel 1971. È anche il loro primo album dal vivo.
È un doppio live registrato nel giugno del 1970 al Fillmore East di New York, all'Auditorium di Chicago ed al Forum di Los Angeles.

## Storia
L'album contiene materiale che era già stato pubblicato su altre registrazioni in studio sia in raggruppamenti vari che come dischi individuali dei quattro.
Al momento dell'uscita dell'album due brani di Nash e due di Crosby non erano stati ancora pubblicati ufficialmente dagli autori: Chicago, che sarebbe stata pubblicata un mese dopo sull'album Songs for Beginners di Nash, e Right Between the Eyes; The Lee Shore di Crosby, e la discussa Triad, registrata dai Jefferson Airplane sul loro album del 1968 Crown of Creation, e dai The Byrds, ma non pubblicata sino al 1997 come bonus track sulla riedizione di The Notorious Byrd Brothers.
Il 15 giugno 1992 è stata pubblicata su CD una versione espansa dell'album che includeva quattro canzoni in più, una per ciascuno dei membri del gruppo. Young esegue un medley di tre brani dai suoi primi due album solisti; Stills include Black Queen dal suo album di debutto Stephen Stills, un pezzo che avrebbe rivisitato molte volte nell'arco della sua carriera; Crosby aggiunge una versione di Laughing dal suo primo album solista If I Could Only Remember My Name; Nash suona King Midas In Reverse, singolo del 1967 del suo gruppo precedente The Hollies.
Nel periodo in cui l'album fu registrato la tensione e le incomprensioni tra i membri del gruppo erano alte: poco dopo la registrazione di Four Way Street (e molti mesi prima della pubblicazione) il gruppo arrivò allo scioglimento.
L'originale doppio album long playing aveva una grafica tipica del gruppo, senza l'elenco dei brani all'esterno, con fotografie in bianco e nero della band su una panchina ed elaborazioni a colori. L'elenco dei brani compare solamente nell'etichetta dei dischi e nel poster incluso, che riporta tutti i testi.
L'album raggiunge la prima posizione nella Billboard 200, la terza nei Paesi Bassi e l'ottava in Norvegia.

## Elenco brani

### 1971 Album Originale
LP 1 lato A
1. Suite: Judy Blue Eyes (coda) (Stills) – 0:33
2. On the Way Home (Young) – 3:19
3. Teach Your Children (Nash) – 2:46
4. Triad (Crosby) – 5:07
5. The Lee Shore (Crosby) – 4:14
6. Chicago (Nash) – 3:03

LP 1 lato B
1. Right Between the Eyes (Nash) – 2:19
2. Cowgirl in the Sand (Young) – 3:50
3. Don't Let It Bring You Down (Young) – 2:35
4. 49 Bye-Byes/America's Children (Include For What It's Worth) (Stills) – 5:30
5. Love the One You're With (Stills) – 2:57

LP 2 lato A
1. Pre Road Downs (Nash) – 2:48
2. Long Time Gone (Crosby) – 5:33
3. Southern Man (Young) – 13:15

LP 2 lato B
1. Ohio (Young) – 3:24
2. Carry On (Stills) – 13:06
3. Find the Cost of Freedom (Stills) – 2:16

### 1992 Edizione Espansa su CD
Disco 1
1. Suite: Judy Blue Eyes (coda) (Stills) – 0:33
2. On the Way Home (Young) – 3:48
3. Teach Your Children (Nash) – 3:02
4. Triad (Crosby) – 6:55
5. The Lee Shore (Crosby)– 4:29
6. Chicago (Nash) – 3:11
7. Right Between the Eyes (Nash) – 3:37
8. Cowgirl in the Sand (Young) – 3:59
9. Don't Let It Bring You Down (Young) – 3:31
10. 49 Bye-Byes/America's Children (Stills) – 6:35
11. Love the One You're With (Stills) – 3:19
12. King Midas in Reverse (Clarke, Hicks, Nash) – 3:43
13. Laughing (Crosby) – 3:36
14. Black Queen (Stills) – 6:45
15. Medley: The Loner/Cinnamon Girl/Down by the River (Young) – 9:41

Disco 2
1. Pre-Road Downs (Nash) – 3:04
2. Long Time Gone (Crosby) – 5:58
3. Southern Man (Young) – 13:45
4. Ohio  (Young) – 3:34
5. Carry On (Stills) – 14:19
6. Find the Cost of Freedom (Stills) – 2:21

## Musicisti
- David Crosby – voce, chitarra
- Stephen Stills – voce, chitarra, tastiere
- Graham Nash – voce, chitarra, tastiere
- Neil Young – voce, chitarra, armonica, tastiere
- Calvin "Fuzzy" Samuels – basso
- Johnny Barbata – batteria

## Tecnici
- Bill Halverson – ingegnere del suono
- Gary Burden – direttore artistico, fotografo
- Joel Bernstein – fotografo
- Henry Diltz – fotografo
- Joe Gastwirt – rimasterizzazione digitale